# Christian Glur

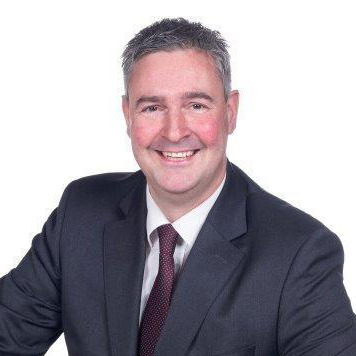
Christian Glur

Christian Glur (* 21. Oktober 1975 in Zofingen; heimatberechtigt in Oftringen) ist ein Schweizer Landwirt und Politiker (SVP).

## Leben
Glur wurde 1975 als jüngster Sohn des Landwirts und SVP-Politikers Walter Glur und dessen Frau Annelise, Lehrerin und Bezirksrichterin, in Zofingen geboren. Er hatte einen älteren Bruder und eine jüngere Schwester.
Von 1992 bis 1996 machte er eine Landmaschinenmechanikerlehre. 1999 bis 2003 machte er eine Landwirtschaftliche Ausbildung (Betriebsleiterschule und Meisterlandwirt).
Glur übernahm 2009 den väterlichen Landwirtschaftsbetrieb in Glashütten AG.

## Politik
2009 wurde Glur in den Grossen Rat des Kantons Aargau gewählt.
Bei den Nationalratswahlen 2023 wurde er Listenachter und somit nicht gewählt. Nachdem Martina Bircher 2024 in den Regierungsrat des Kantons Aargau gewählt wurde, ist Glur für sie im Nationalrat nachgerückt. Im Nationalrat ist er Mitglied der Kommission für Rechtsfragen (RK-N). Sein Mandat im Grossen Rat hat er beim Wechsel in den Nationalrat abgegeben.
Glur ist Präsident der SVP Bezirk Zofingen.

## Privates
Glur ist verheiratet, hat zwei Kinder und lebt in Glashütten.
In der Schweizer Armee hat er den Rang eines Oberleutnants.